# Миколай Японський
Святий Миколай Японський (у миру Іван Дмитрович Касаткін; 13 серпня 1836, Березівський погост, Вольский повіт, Смоленська губернія, Росія — 16 лютого 1912, Токіо, Японія) — єпископ Російської православної церкви, місіонер, засновник Японської православної церкви, перший архієпископ Японський. Канонізований Російською православною церквою 1970 року і має чин рівноапостольного.

## Біографія

### Освіта та постриг
Іван Касаткін — майбутній святий Миколай Японський — народився і виріс на Смоленщині, де його батько служив дяком. Лише у 5 років, він втратив матір і залишився напівсиротою. Юнак закінчив Бельське духовне училище, а згодом Смоленську духовну семінарію.
В 1857 році Іван Касаткін поступив в Санкт-Петербурзьку духовну академію. 24 червня 1860 року в академічному храмі Дванадцяти Апостолів єпископ Нектарій звершив його постриг в чернецтво з нареченням ймення Миколай. В день пам'яті першоверховних апостолів Петра та Павла, 29 червня, чернець Миколай був посвячений в ієродиякона, а 30 червня, на престольне свято академічного храму, в сан ієромонаха.
Згодом, за власним бажанням, Миколай був назначений в Японію настоятелем консульського храму міста Хакодате на острові Хоккайдо.

### Місія в Японії
Так отець Миколай розпочав свою духовну діяльність православним священиком в м. Хакодате. Спочатку проповідь Євангелія в Японії здавалась повністю немислимою. За словами самого отця Миколая, «тодішні японці дивилися на іноземців, як на звірів, а на християнство, як на злодійську церкву, до якої можуть належати лише виявлені злодії та чаклуни». Вісім років пройшло на те, щоби вивчити країну, народ, мову, менталітет, звичаї тих, серед кого він мав проповідувати, та до 1868 року паства отця Миколая нараховувала вже біля двадцяти японців.
В кінці 1869 року ієромонах Миколай в Петербурзі доповів Синоду про результати своєї праці. Було прийнято рішення: «Утворити для проповіді між японськими поганами Слова Божого особливу Російську Духовну Місію». Отець Миколай був зведений в сан архімандрита і призначений начальником цієї Місії. Повернувшись до Японії, майбутній святитель передав Хакодатськую паству ієромонаху Анатолію, а сам переніс центр Місії до Токіо. В 1871 році в країні почалося гоніння на християн, багато-хто піддалися переслідуванням (в тому числі перший православний японець, знаменитий в майбутньому місіонер-священик Павло Савабе). Лише до 1873 року гоніння дещо припинились, і стала можливою вільна проповідь християнства.
Цього ж року архімандрит Миколай приступив до будівництва в Токіо церкви і школи на п'ятдесят осіб, а згодом і духовного училища, яке в 1878 році було перетворене в семінарію.
У 1874 році до Токіо прибув Преосвящений Павло, єпископ Камчатський, щоби рукоположити у священицький сан рекомендованих архімандритом Миколаєм кандидатів з місцевого населення. До того часу при Місії в Токіо діяли чотири училища — катехизаторське, семінарське, жіноче, причетницьке, а в Хакодате два — для хлопчиків і дівчат. У другій половині 1877 року Місією став регулярно видаватися журнал «Церковний вісник». До 1878 року в Японії нараховувалося вже 4115 християн, існували численні християнські громади. Богослужіння і викладання рідною мовою, видавання книг релігійно-морального змісту — ось засоби, які позволили Місії добитись за короткий термін таких значних результатів.
30 березня 1880 року в Троїцько соборі Олександро-Невської лаври відбулися хіротонія архімандрита Миколая на єпископа. Повернувшись до Японії, святитель із ще більшою ревністю став продовжувати свою апостольську працю: завершив будівництво собору Воскресіння Христового в Токіо, прийнявся за новий переклад Богослужебних книг, склав японською мовою особливий православний Богословський словник. Його переклади літургій і сьогодні використовуються Японською православною церквою.
Великі випробовування випали на долю святителя та його пастви в період російсько-японської війни. За свою подвижницьку працю у ці важкі роки він був удостоєний возведення в сан архієпископа.
В 1911 році виповнилося півстоліття з тих пір, як молодий ієромонах Миколай вперше ступив на японську землю. Тоді в 266 громадах Японської Православної Церкви було 33017 християн, 1 архієпископ, 1 єпископ, 35 священників, 6 дияконів, 14 вчителів співу, 116 проповідників-катехизаторів.

### Кончина та канонізація
3 лютого 1912 року, на 76-му році життя, архієпископ ЯПЦ Миколай помер. Його тіло було поховане на метрополійному кладовищі Янако в Токіо, біля місцевості Уено.
10 квітня 1970 року Священний синод Російської православної церкви виніс акт про прославлення святителя Миколая в лику рівноапостолів, бо в Японії його паства давно вшановувала свого першого архієпископа як великого праведника перед Господом.
На честь святителя Миколая Японського було збудовано церкву в місті Маебасі префектури Ґунма у 1974 року.